# Levon al V-lea al Armeniei
Levon al V-lea (ocazional Levon al VI-lea; în armeană Լեւոն, Levon al V-lea; n. 1342, Regatul Armean al Ciliciei – d. 29 noiembrie 1393, Paris, Regatul Franței), din Casa de Lusignan, a fost ultimul rege latin al Regatului Armean al Ciliciei. Levon a fost descris ca „Levon al V-lea, Regele Armeniei” pe propriul său sigiliu personal (Sigilum Leonis Quinti Regis Armeniei) și ca „Levon de Lusignan al V-lea” în inscripția în franceză de pe cenotaful său: „Leon de Lizingnen quint”.

## Domnia în Cilicia
În 1365, papa Urban al V-lea l-a selectat pe Levon ca potențial conducător al Armeniei Ciliciene, dar Constantin al IV-lea a urcat în schimb pe tron. După asasinarea lui Constantin al IV-lea, catolicosul Constantin al V-lea a condus poporul la încoronarea lui Levon pe 14 septembrie 1374. Cu toate acestea, domnia sa s-a confruntat cu opoziție internă cu privire la autoritatea spirituală a Papei.
Levon a domnit până pe 13 aprilie 1375, când a fost răsturnat și capturat în urma căderii Sis-ului de către o armată invadatoare din Sultanatul Mameluc din Egipt. În iulie 1377, l-a întâlnit pe călugărul Jean Dardel, care l-a însoțit ca consilier, ambasador și istoric-biograf. Levon a fost ținut ostatic în Egipt cu soția și fiica sa timp de șapte ani, până când a fost răscumpărat de regele Castiliei, Ioan I. În octombrie 1382, s-a îmbarcat din Alexandria spre Europa.

## Viața în Europa
Levon a ajuns bolnav și sărac în Medina del Campo. Regele Ioan I al Castiliei i-a dăruit lui Levon al V-lea senioria Madridului, împreună cu cele ale Villa Real și Andújar, în 1383. Concejo-ul madrilen a avut grijă ca privilegiul senioriei să nu devină ereditar, primind, probabil, și un privilegiu de ne-vânzare, garantând că nu va mai fi predat niciodată de Coroană unui senior. De asemenea, i s-a acordat un dar anual de 150.000 de maravedi.
Potrivit părintelui Juan de Mariana, Levon a părăsit Castilia pentru Franța după moartea protectorului său în 1390. Federico Bravo, însă, afirmă că a plecat după doi ani de domnie, iar cinci ani mai târziu, madrilenilor li s-a acordat revocarea senioriei de către Ioan.
Levon al V-lea a mers la Paris în iunie 1384 și a primit castelul Saint-Ouen și o pensie considerabilă de la regele Carol al VI-lea al Franței. A încercat să-i împace pe francezi și pe englezi (care luptau atunci în Războiul de 100 de Ani) pentru a organiza o nouă cruciadă și a obține ajutor pentru a-și recupera pământurile, dar întâlnirea pe care a organizat-o în 1386 între Boulogne și Calais nu a avut succes. Levon și-a continuat misiunea diplomatică în Anglia în 1389 și în 1392.

## Moartea
Levon al V-lea nu și-a recuperat niciodată tronul și a murit la Paris pe 29 noiembrie 1393. Rămășițele sale au fost depuse în Couvent des Célestins, al doilea cel mai important loc de înmormântare pentru regalitate după Saint-Denis, situat lângă ceea ce este acum Place de la Bastille din Paris. Prestigioasa mănăstire se afla în apropierea reședinței lui Levon, Hôtel des Tournelles, ea însăși aproape de Hôtel Saint-Pol, reședința preferată a lui Carol al V-lea și Carol al VI-lea în zona Le Marais.
Levon a primit funeralii fastuoase și a avut un mormânt somptuos, situat în corul bisericii. Cu toate acestea, mănăstirea a fost profanat în timpul Revoluției Franceze. După Revoluție, piatra sa funerară a fost recuperată de Alexandre Lenoir, care a plasat-o în Musée des monuments Français din Bazilica Saint-Denis. În 1815, în timpul Restaurației, a fost stabilit un nou cenotaf pentru Levon al V-lea la Bazilica regală Saint Denis, unde se odihnesc majoritatea reprezentanților monarhiei franceze.
Efigia de pe piatra funerară, realizată de un artist anonim, este de un realism și o calitate ridicată și se crede că a fost făcută în timp ce Levon era încă în viață. Levon al V-lea este reprezentat ținând un sceptru (acum rupt) și mănuși, simbol al marilor prinți.
Piatra funerară poartă următoarea inscripție în franceză veche:
„Aici odihnește nobilul și excelentul Prinț Levon de Lusignan al V-lea, rege latin al regatului Armeniei, care a trecut la cele veșnice în Paris în ziua a 29-a a lunii noiembrie din anul Domnului 1393. Rugați-vă pentru el.”
A avut o fiică legitimă, Marie de Lusignan, care a decedat înaintea mamei și tatălui ei), și doi fii nelegitimi, Guy de Lusignan sau Guido de Armenia (decedat în 1405), un canonic în Autun, Bayeux, Paris și Arras și Ștefan sau Etienne de Lusignan, un cavaler în Sis.
La moartea sa, titlul de rege al Armeniei a fost revendicat de vărul îndepărtat al lui Levon, Iacob I al Ciprului.